# Ballet de Hambourg

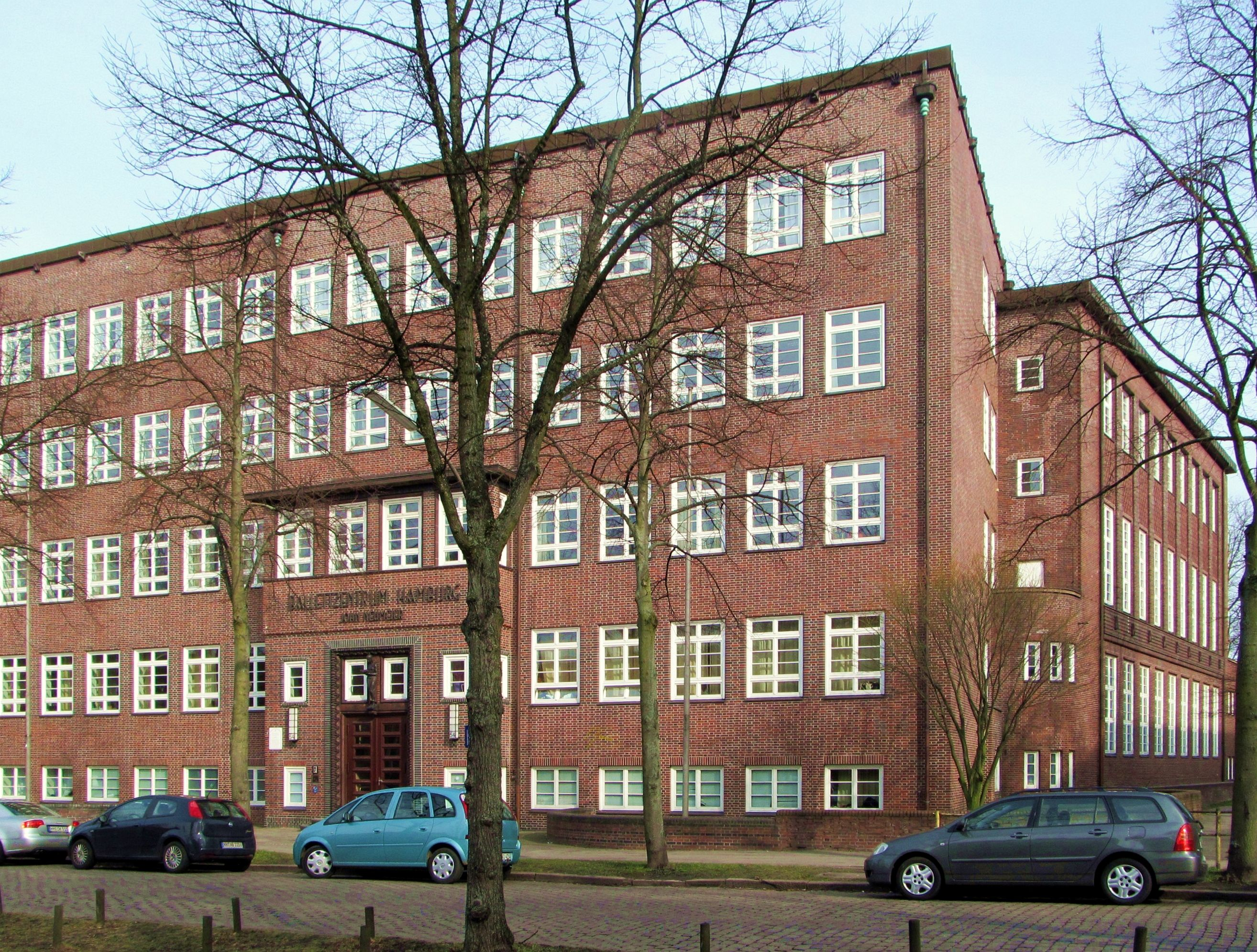
ancien lycée pour filles, Caspar-Voght-Str. à Hambourg-Hamm, construit en 1929/30 par Fritz Schumacher, aujourd'hui : Ballet Center Hamburg ; Vue sud-ouest Ceci est une photographie d'un monument architectural.Ce monument est inclus dans la liste des monuments culturels de Hambourg, n° 13809

Le Ballet de Hambourg (en allemand Hamburg Ballett) est une compagnie de danse de renommée internationale à l'Opéra d'État de Hambourg (Staatsoper Hamburg) en Allemagne. Il est dirigé depuis 1973 par le chorégraphe John Neumeier. 

## Historique
L'opéra de Hambourg, créé en 1678, possède dès le début une troupe de ballet intermittente, présentant principalement des ballets français. À partir de 1838, l'opéra dispose d'un ballet permanent auprès duquel se produisent notamment Marie Taglioni, Carlotta Grisi, Lucile Grahn et surtout Fanny Elssler. Après la Seconde Guerre mondiale, le ballet, dominé par le style néoclassique, accueille les productions de George Balanchine et du New York City Ballet dans les années 1960. 
Nommé à la direction du ballet en 1973, John Neumeier succède à Peter Van Dijk, c'est alors qu'il réorganise complètement la troupe, la rebaptise Hamburg Ballett et en fait une compagnie de renommée internationale. En 1978, John Neumeier crée l'École de danse du Ballet de Hambourg (de), qui accueille 130 jeunes danseurs qui ont entre 10 et 18 ans, provenant du monde entier. L'enseignement de base comprend des cours de danse classique, contemporaine, et de danse folklorique. 80 % des danseurs du ballet de Hambourg sont formés à l'École de danse de l'institution.  
Parmi les nombreuses activités de la compagnie, les « Journées du Ballet de Hambourg » (festival annuel de danse créé en 1975) qui s'achève par le Nijinsky Gala, sont également devenues une tradition de renommée internationale[réf. nécessaire].